# Municipio de Conewago (condado de Adams)
El municipio de Conewago (en inglés, Conewago Township) es una subdivisión administrativa del condado de Adams, Pensilvania, Estados Unidos. Según el censo de 2020, tiene una población de 7875 habitantes.

## Geografía
Está ubicado en las coordenadas 39°47′53″N 77°1′25″O / 39.79806, -77.02361 (39.798038, -77.023543).

## Gobierno
El municipio está gobernado por una Junta de Supervisores integrada por cinco miembros.

## Demografía
Según la Oficina del Censo, en 2000 los ingresos medios por hogar en la zona eran de $47 920 y los ingresos medios por familia eran de $49 688. Los hombres tenían unos ingresos medios de $32 378 frente a los $25 385 para las mujeres. Los ingresos per cápita en la región eran de $18 434. Alrededor del 3.8% de la población estaba por debajo del umbral de pobreza.
De acuerdo con la estimación 2015-2019 de la Oficina del Censo, los ingresos medios por hogar en la zona son de $69 911 y los ingresos medios por familia son de $85 848. Los ingresos per cápita en la región en los últimos doce meses, medidos en dólares de 2019, son de $31 892. Alrededor del 6.1% de la población está por debajo del umbral de pobreza.